# آدلی استیونسون یکم
آدلی استیونسون یکم (انگلیسی: Adlai Stevenson I؛ ۲۳ اکتبر ۱۸۳۵ – ۱۴ ژوئن ۱۹۱۴) یک سیاست‌مدار اهل ایالات متحده آمریکا بود. وی بین سال‌های ۱۸۹۳ تا ۱۸۹۷ عهده‌دار سمت معاون رئیس‌جمهور ایالات متحده آمریکا بوده‌است.